# Мирошниченко, Леонтий Трофимович
Леонтий Трофимович Мирошниченко (1895

 — 1960)  — украинский советский деятель, новатор производства, мастер листопрокатного цеха № 6, начальник прокатного стана Мариупольского металлургического завода имени Ильича. Депутат Верховного Совета СССР 1-го созыва. Член ЦК КП(б)У в июне 1938 — январе 1949 г.

## Биография
Родился в семье крестьянина-бедняка. Трудовую деятельность начал в четырнадцатилетнем возрасте чернорабочим Мариупольского металлургического завода «Провиданс». Работал вальцовщиком.
С 1920-х годов — мастер листопрокатного цеха № 6, начальник прокатного стана № 1 Мариупольского металлургического завода имени Ильича.
Член ВКП(б) с 1930 года.
Стахановец, новатор производства. Бригада мастера Мирошниченко, применив сменно-встречный план, выполнила план последнего квартала 1930 года на 111%.

## Награды
- орден Ленина